# エナン・ファリア・ダ・シウヴェイラ
エナン・ファリア・ダ・シウヴェイラ（ポルトガル語: Henan Faria da Silveira、1987年4月3日 - ）は、ブラジルのサッカー選手。ポジションはFW。
Kリーグ時代の登録名はヘナン（ハングル: 헤난）。